# 柳滨 (1887年)
柳滨（1887年—1945年），字渔笙，故称柳渔笙，男，浙江宁波人，中国近代海派画家，海派中“海上二笙”之一，与画家程瑶笙齐名。

## 生平
柳滨是浙江宁波人。早年便寓居上海。绘画上自学成才，但也受程瑶笙影响。擅于吸收西方绘画中对光线、阴暗对比和透视的处理，结合传统中国画技法，在开章布局和笔法上都别具一格。柳是通才，于花鸟、翎毛、山水、人物皆通，风格兼工（工笔）带写（写意），其中又以花鸟、走兽尤精，当世就已“驰誉南北”。与孔小瑜共同倡导“新国画运动”。晚年对色彩、明暗运用更为自在神通。逝于上海。

## 家庭
子柳昔卿（1910-1999），亦为海派画家。

## 程柳二笙
其与程璋（瑶笙）友谊也传为美谈。柳学画并没有明确师承关系，自小无师自通。但他看了程的作画后，深受启发，于是就尊程为师，是谓“私淑弟子”。而程的入门弟子为何德身、刘延汾等，柳并未入门，程也不曾系统指导柳的绘画，柳却最能得程的精髓。后来程北上赴清华大学教习艺术，柳仍寓居上海，二人一南一北遥相呼应，故又有“北程南柳”之谓。

## 代表作
- 《桃熟千秋》，为海上钱业巨擘盛筱珊六十大寿所作，柳时年五十一岁[5]。